# NGC 1721
NGC 1721 (другие обозначения — MCG −2-13-27, VV 699, IRAS04569-1111, PGC 16484) — линзообразная галактика (S0) в созвездии Эридана. Открыта Эдвардом Барнардом в 1885 году. Описание Дрейера: «очень тусклый, очень маленький объект круглой формы».
Этот объект входит в число перечисленных в оригинальной редакции «Нового общего каталога».
Галактика NGC 1721 входит в состав группы галактик NGC 1723. Помимо NGC 1721 в группу также входят NGC 1723, NGC 1725, NGC 1728 и MCG -2-13-21. Галактика удаляется со скоростью 4500 км/с, что должно соответствовать расстоянию до неё в 210 миллионов световых лет, однако другие галактики в группе находятся на расстоянии около 180 миллионов световых лет. Вероятнее всего, NGC 1721 также находится на расстоянии 180 миллионов световых лет, но обладает пекулярной скоростью в несколько сотен километров в секунду. Её диаметр составляет 110 тысяч световых лет.
Также галактика вероятно относится к Сверхскоплению Персея-Рыб хотя значительно удалена от его центра.